# Danilo Figueroa
Danilo Alfredo Figueroa Silva (Concepción, Chile, 13 de noviembre de 1961) es un exfutbolista chileno que jugaba de defensa o mediocampista.

## Trayectoria
Inició su carrera en Deportes Concepción, en donde es uno de lo máximos goleadores del club. Ingresó a las divisiones inferiores del León de Collao a los 17 años, tras un paso por Club de Deportes Industrial. Tuvo tres etapas con el equipo lila (1981-1983, 1989 y 1991-1996), en donde formó parte del plantel campeón de Segunda División en 1994, y del plantel que compitió en la Copa Libertadores 1991.
Aparte del equipo lila, en Primera División formó parte de los planteles de O'Higgins, Lota Schwager, Universidad de Chile y Cobresal.
En la Primera B, aparte de defender a su club formador, defendió las camisetas de Lota Schwager, Lozapenco, Deportes Linares y Cobresal donde puso fin a su carrera a fines de la temporada 2001. Junto con el título de 1994 con Deportes Concepción, campeonó con la camiseta de Cobresal durante 1998.

## Clubes
| Club                 | País  | Año       |
| -------------------- | ----- | --------- |
| Deportes Concepción  | Chile | 1981-1983 |
| O'Higgins            | Chile | 1984-1985 |
| Lota Schwager        | Chile | 1986-1988 |
| Deportes Concepción  | Chile | 1989      |
| Lozapenco            | Chile | 1990      |
| Universidad de Chile | Chile | 1990      |
| Deportes Concepción  | Chile | 1991-1996 |
| Deportes Linares     | Chile | 1997      |
| Cobresal             | Chile | 1997-2001 |

## Palmarés

### Campeonatos nacionales
| Título    | Club                | País  | Año  |
| --------- | ------------------- | ----- | ---- |
| Primera B | Deportes Concepción | Chile | 1994 |
| Primera B | Cobresal            | Chile | 1998 |